# 平野浩彦
平野 浩彦（ひらの ひろひこ）は、日本の歯科医師・歯学者、医学者。東京都健康長寿医療センター病院：歯科口腔外科部長、研究所：研究部長。専門は、高齢者歯科。

## 経歴
筑波大学付属高等学校卒業。日本大学松戸歯学部卒業。以後、東京都老人医療センター研修医、国立東京第二病院研修医、東京都老人医療センター 主事、医長を経て、2009年に東京都健康長寿医療センター研究所専門副部長に就任し、2020年より現職。

## 著作
- 平野浩彦、飯島勝矢、菊谷武、渡邊裕、戸原玄 編『実践! オーラルフレイル対応マニュアル』（第1版）公益財団法人東京都福祉保健財団、東京都新宿区、2016年10月7日。ISBN 978-4-902042-55-9。 NCID BB22587786。
- 平野浩彦 他 著、日本老年歯科医学会 編『老年歯科医学用語辞典』（第2版）医歯薬出版、2016年3月。ISBN 978-4-263-45793-1。 NCID BB21105686。
- 道川誠、平野浩彦、吉岡裕雄、福井智子、白野美和、須田牧夫『歯科と認知症 歯科医師の認知症対応力向上にむけて』メディア、2015年12月17日。ISBN 9784895810203。 NCID BB20580822。
- 平野浩彦 他 著、森戸光彦、山根源之、櫻井薫、羽村章、下山和弘、柿木保明 編『老年歯科医学』医歯薬出版、2015年10月。ISBN 978-4-263-45789-4。 NCID BB19564239。
- 平野浩彦 他 著、吉田貞夫 編『認知症の人の摂食障害　最短トラブルシューティング 食べられる環境，食べられる食事がわかる』医歯薬出版、2014年9月。ISBN 978-4-263-70629-9。 NCID BB1645089X。
- 平野浩彦、枝広あや子、野原幹司、坂本まゆみ 著、平野浩彦 編『認知症高齢者への食支援と口腔ケア』ワールドプランニング、2014年5月30日。ISBN 9784863510746。 NCID BB1578667X。
- 大田, 洋二郎、阪口, 英夫、平野, 浩彦 編『口腔の緩和医療・緩和ケア　がん患者・非がん疾患患者と向き合う診断・治療・ケアの実際』監修 杉原一正、岩渕博史、永末書店、2013年10月31日。ISBN 9784816012594。 NCID BB14045110。
- 平野浩彦 他 著、戸原, 玄、合場, 千佳子、田村, 清美 編『高齢者歯科』監修 全国歯科衛生士教育協議会（第2版）、医歯薬出版〈最新歯科衛生士教本〉、2013年9月。ISBN 978-4-263-42835-1。 NCID BB1352308X。
- 平野浩彦 他 著、編集代表 金子芳洋 編集 馬場尊、山田好秋、向井美惠、水上美樹、植田耕一郎、植松宏、佐藤陽子、江川広子 編『歯科衛生士のための摂食・嚥下リハビリテーション』監修 公益社団法人日本歯科衛生士会、医歯薬出版、2011年4月。ISBN 978-4-263-42173-4。 NCID BB0580919X。
- 東京都高齢者研究・福祉振興財団 編『実践!認知症を支える口腔のケア』監修 平野浩彦、本間昭、東京都高齢者研究・福祉振興財団、2007年12月。ISBN 9784902042320。 NCID BA84179103。
- 平野浩彦 編『口腔ケアのアクティビティ : 口腔機能の向上を楽しく続ける』監修 東京都高齢者研究・福祉振興財団、ひかりのくに〈ビジュアル版介護予防マニュアル〉、2006年9月。ISBN 9784564430657。 NCID BA78500038。
- 東京都高齢者研究・福祉振興財団 編『口腔機能向上マニュアル : 実践!介護予防』監修 平野浩彦、細野純、東京都高齢者研究・福祉振興財団、2006年4月。ISBN 4902042223。 NCID BA76757860。

## 所属団体
- 日本歯科医学会
  - 日本老年歯科医学会 常任理事[1]
- 日本老年学会 理事[1]
- 日本応用老年学会 理事[2]
- 日本サルコペニア・フレイル学会 理事[3]